# Karl-Heinz Hellwig
Karl-Heinz „Bube“ Hellwig (* 1. Juli 1928; † 6. Oktober 2011) war ein deutscher Fußballspieler.

## Werdegang
Der rechte Außenstürmer Hellwig begann seine Karriere bei Arminia Bielefeld. Mit der Arminia stieg Hellwig 1949 in die seinerzeit erstklassige Oberliga West auf. Nach nur einem Spiel für die Bielefelder wurde er wegen illegalen Waffenbesitzes für sechs Monate Haft im ehemaligen KZ Sachsenhausen verurteilt. Da der Lagerkommandant von Hellwigs fußballerischen Fähigkeiten begeistert war, ließ er ihn frei. Hellwig machte daraufhin zwei Spiele in der DDR-Oberliga für BSG KWU Erfurt, bevor er nach Ostwestfalen-Lippe zurückkehrte.
Hellwig schloss sich dem Zweitligisten TSV Detmold an, für die er in 28 Spielen zehn Tore erzielte. Im Sommer 1951 kehrte er zu Arminia Bielefeld zurück, musste aber 1954 mit den Bielefeldern ins Amateurlager absteigen. Hellwig erhielt daraufhin zahlreiche Angebote und hätte in Frankreich als Profi spielen können. Stattdessen entschied er sich zu einem Wechsel zum Oberligisten Eintracht Braunschweig, für die er bis 1959 in 95 Spielen 19 Tore erzielte. Anschließend spielte er noch vier Jahre für die Amateurmannschaft der Eintracht. In der Saison 1957/58 erreichte Hellwig unter Trainer Kurt Baluses mit der Eintracht die Vizemeisterschaft in der Nordliga. Er hatte an der Seite der zwei Torjäger Werner Thamm und Ernst-Otto Meyer 25 Ligaspiele (1 Tor) absolviert. Der jetzt in die Verteidigung gerückte Hellwig bestritt in der Endrunde um die deutsche Meisterschaft alle drei Spiele gegen FC Schalke 04 (1:4), Karlsruher SC (1:2) und Tennis Borussia Berlin (8:3).
Karl-Heinz Hellwig absolvierte am 14. Juni 1953 sein erstes und einziges Länderspiel für die deutsche B-Nationalmannschaft beim 5:2-Sieg gegen Spanien in Düsseldorf. Hellwig stürmte dabei im DFB-Angriff an der Seite von Josef Röhrig, Paul Lipponer, Alfred Pfaff und Hans Schäfer. Er gehörte ein Jahr später zu einer 33-köpfigen Liste, aus der der damalige Bundestrainer Sepp Herberger sein Aufgebot für die Weltmeisterschaft 1954 berief. Hellwig gehörte nicht zum Kader.